# بوتیل سیانواکریلات
بوتیل سیانواکریلات (به انگلیسی: Butyl cyanoacrylate) با فرمول شیمیایی C۸H۱۱NO۲ یک ترکیب شیمیایی است. که جرم مولی آن ۱۵۳٫۱۸ g/mol می‌باشد. 